# 供应链
供應鏈是由一連串供應商和採購商組成的團隊，以接力賽團隊的模式，完成從採購原材料，到制成中間產品及至最終產品，然後將最終產品交付用戶為功能的，由一系列設施和分布選擇形成的網絡。
一个供应链是一系列过程，其中一个过程补给下一个过程。最简单的供应链是一系列单向过程。
过程 P(1) ===> P(2) ===> P(3) ===>... ===> P(n)
真實的環境比較複雜，整個網路的各個過程可以互相補給，同時補給的模式也更複雜。這個概念可以用於多個領域，如製造業，也可用於IT和金融業。
英國著名物流專家馬丁·克里斯多夫(Martin Christopher)教授在《物流與供應鏈管理》一書中對供應鏈進行了如下定義：
|  | 供应链是指涉及将产品或服务提供给最终消费者的过程和活动的上游及下游企业组织所构成的网络。 |

## 制造业
制造业供应链由供应，制造，分销三部分组成：

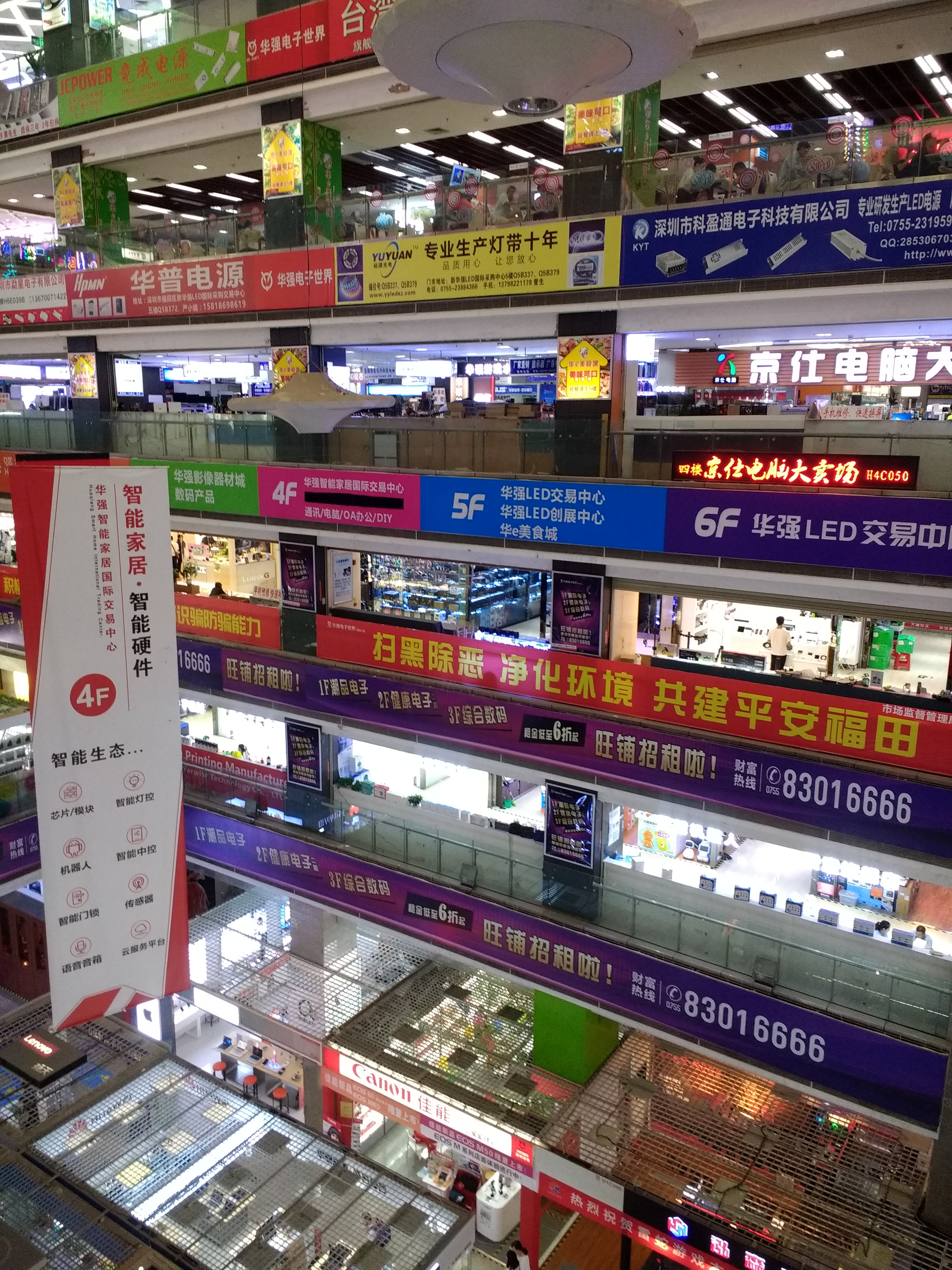
深圳市華強北的電子市場，很多電子零件的成品又能組裝成更複雜的成品，因此零售商有時也是供應商。

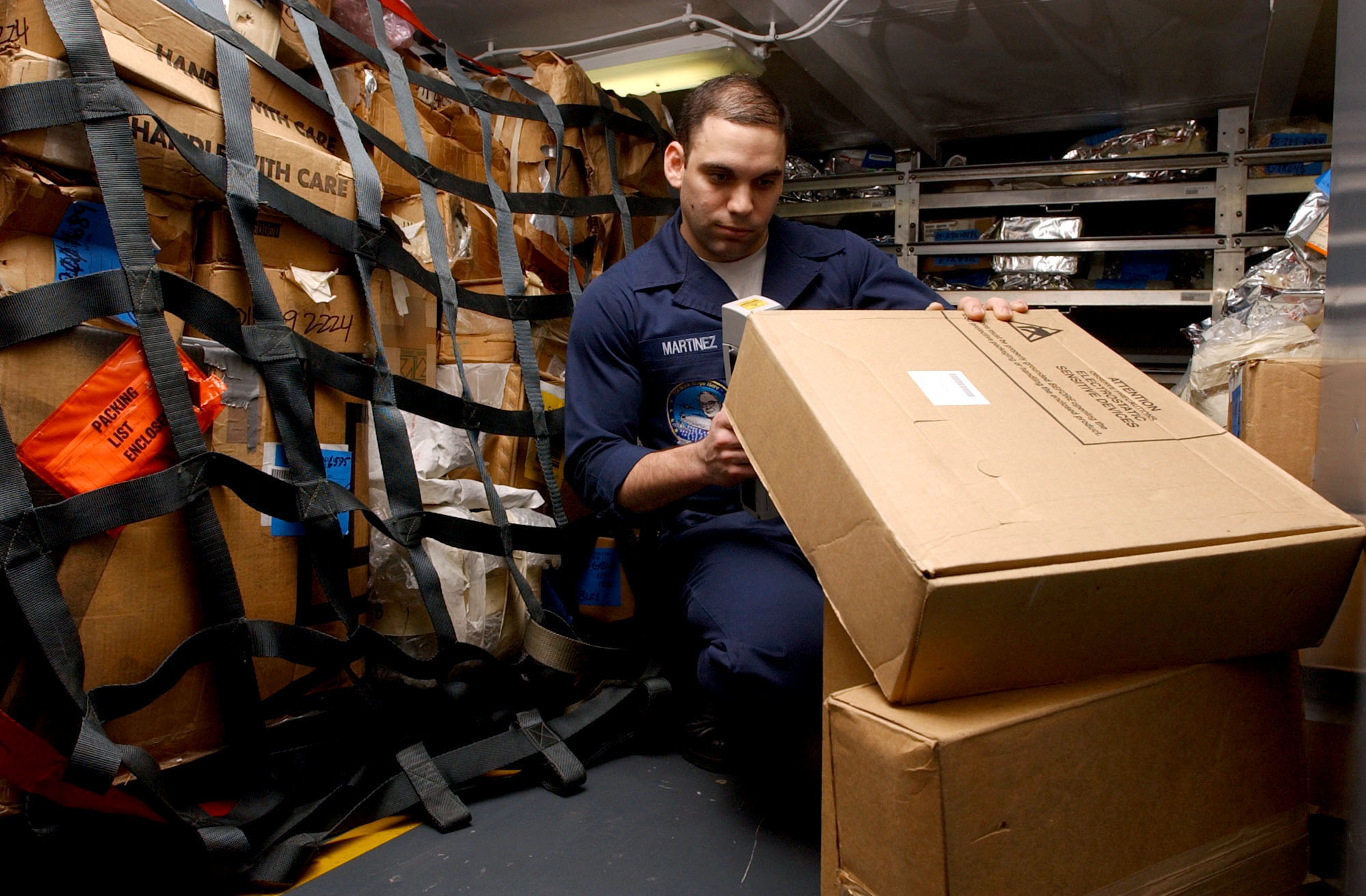
軍隊的供應鏈倉庫

- 供应：关注何时，从何处以何种方式将原材料供给制造过程。
- 制造：将原材料制成最终产品。
- 分销：利用分销，仓储，零售网络将最终产品交付给客户 。

通常计划也被认为是供应链的一部分，它处理上述过程的货物和信息流的计划。
一个供应链可以从供应商的供应商开始，直到客户的客户为止。

## 其他领域
如上所述，其他领域也可以将流程建立为链式模型。该概念有利地展示了各方之间的依存关系。比如说在信息技术系统中，程序或者组件就利用输入的数据为其他模块输出数据。

## 相關
- 物流
- 資訊流
- 預製組件
- 第一方物流
- 第二方物流
- 第三方物流
- 第四方物流
- 第五方物流
- 供应链协会
- 公平貿易
- 物料需求計劃
- 製造資源計劃
- 企業資源計劃
- 軟體供應鏈